# Naostro
Naostro (v anglickém originále Hardcore) je americký dramatický film z roku 1979, který natočil režisér Paul Schrader podle vlastního scénáře. Pojednává o otci (George C. Scott), který se vydává hledat svou ztracenou dceru (Ilah Davis), která se objevila v pornografickém filmu. O Schraderův scénář měl původně zájem Warren Beatty. Schraderovi se však nelíbila Beattyho myšlenka, že by se muž měl vydat hledat svou manželku, nikoliv dceru. Uvedl, že kvůli tomu odmítl značně vysokou sumu peněz. Originální hudbu pro film složil Jack Nitzsche.